# Höchstetten BE
| BE ist das Kürzel für den Kanton Bern in der Schweiz. Es wird verwendet, um Verwechslungen mit anderen Einträgen des Namens Höchstetten zu vermeiden. |

Höchstetten ist eine politische Gemeinde im Verwaltungskreis Emmental des Schweizer Kantons Bern.

## Geographie
Höchstetten liegt auf 480 m ü. M., 7 km südwestlich von Herzogenbuchsee und 10 km nördlich der Stadt Burgdorf (Luftlinie). Das Bauerndorf erstreckt sich leicht erhöht am Nordwestfuss des Grossholzes im Tal des Chrümelbachs, östlich der Schwemmebene der Emme, im Schweizer Mittelland.
Die Fläche des 2,6 km² grossen Gemeindegebiets umfasst einen Abschnitt der Molassehöhen östlich der Emmeebene im Berner Mittelland, welche vom eiszeitlichen Rhonegletscher überformt wurden. Der nördliche Gemeindeteil wird von der breiten Talniederung des Chrümelbachs, der hier in die Emmeebene hinaustritt, und der Moränenhöhe Breiti eingenommen. Im Westen bildet der Waldrand der Höhe Gross Fänglenberg die Grenze. Auch die Mulde zwischen dem Fänglenberg und dem Grossholz gehört zur Gemeinde. Nach Südosten erstreckt sich der Gemeindeboden über den sanft ansteigenden Hang auf den breiten Rücken des Grossholzes, auf dem mit 563 m ü. M. der höchste Punkt von Höchstetten erreicht wird. Von der Gemeindefläche entfielen 1997 6 % auf Siedlungen, 20 % auf Wald und Gehölze, 73 % auf Landwirtschaft, und etwas mehr als 1 % war unproduktives Land.
Nachbargemeinden von Höchstetten sind Hellsau, Alchenstorf, Koppigen und Willadingen im Kanton Bern sowie Drei Höfe im Kanton Solothurn.

## Bevölkerung
Mit 263 Einwohnern (Stand 31. Dezember 2023) gehört Höchstetten zu den kleinen Gemeinden des Kantons Bern. Im Jahr 2000 waren von den Bewohnern 98,0 % deutschsprachig, und 0,8 % sprachen Französisch. Die Bevölkerungszahl von Höchstetten belief sich 1850 auf 252 Einwohner, 1900 auf 299 Einwohner. Im Verlauf des 20. Jahrhunderts nahm die Bevölkerung durch starke Abwanderung bis 1980 um 25 % auf 223 Personen ab. Seither wurde wieder eine leichte Bevölkerungszunahme verzeichnet.

## Politik
Höchstetten wird im Wahlarchiv des Kantons Bern gemeinsam mit seiner Nachbargemeinde Hellsau BE erfasst.
Die Stimmenanteile der Parteien anlässlich der Nationalratswahl 2023 betrugen: SVP 62,6 % (+1,9 %), Mitte 8,9 % (−2,0 %), FDP 5,0 % (+1,3 %), glp 3,8 % (−1,0 %), SP 3,1 % (+5,6 %), GPS 3,1 % (−2,0 %), EVP 0,9 % (−0,5 %).

## Wirtschaft
Höchstetten war bis in die zweite Hälfte des 20. Jahrhunderts ein vorwiegend durch die Landwirtschaft geprägtes Dorf. Noch heute haben der Ackerbau, der Obstbau sowie die Viehzucht einen wichtigen Stellenwert in der Erwerbsstruktur der Bevölkerung. Weitere Arbeitsplätze sind im lokalen Kleingewerbe und im Dienstleistungssektor vorhanden, unter anderem in einem Betrieb der Elektrobranche und in einer Firma für Karosseriebau. In den letzten Jahrzehnten hat sich das Dorf zu einer Wohngemeinde entwickelt. Viele Erwerbstätige sind deshalb Wegpendler, die hauptsächlich in der Region Langenthal-Herzogenbuchsee und im Raum Solothurn arbeiten.

## Verkehr
Die Gemeinde liegt an der Hauptstrasse 1 von Bern nach Zürich. Der nächste Anschluss an die Autobahn A1 (Bern–Zürich) befindet sich rund 6 km vom Ortskern entfernt. Höchstetten besitzt keine Anbindung an das Netz des öffentlichen Verkehrs.

## Geschichte
Auf dem Gemeindegebiet von Höchstetten wurden einige Streufunde entdeckt, welche von der Anwesenheit des Menschen bereits im Mesolithikum und im Neolithikum zeugen. Die erste urkundliche Erwähnung des Ortes erfolgte 1360 unter dem Namen Hönstetten; von 1404 ist die Bezeichnung Höstetten überliefert. Der Ortsname geht auf den althochdeutschen Personennamen Huno zurück und bedeutet somit bei den Wohnstätten des Huno.
Seit dem Mittelalter gehörte Höchstetten zur Herrschaft Koppigen. Nachdem die Herren von Koppigen im 14. Jahrhundert ausgestorben waren, gelangte Höchstetten an die Herrschaft Thorberg und 1397 an die Kartause Thorberg. Im Jahr 1528 kam das Dorf unter Berner Herrschaft und wurde der Landvogtei Wangen und dem Gerichtskreis Koppigen zugeordnet.
Nach dem Zusammenbruch des Ancien Régime (1798) gehörte Höchstetten während der Helvetik zum Distrikt Wangen und ab 1803 zum Oberamt Burgdorf, das mit der neuen Kantonsverfassung von 1831 den Status eines Amtsbezirks erhielt. Das Dorf besitzt keine eigene Kirche, es gehört zur Kirchgemeinde Koppigen.

## Bilder

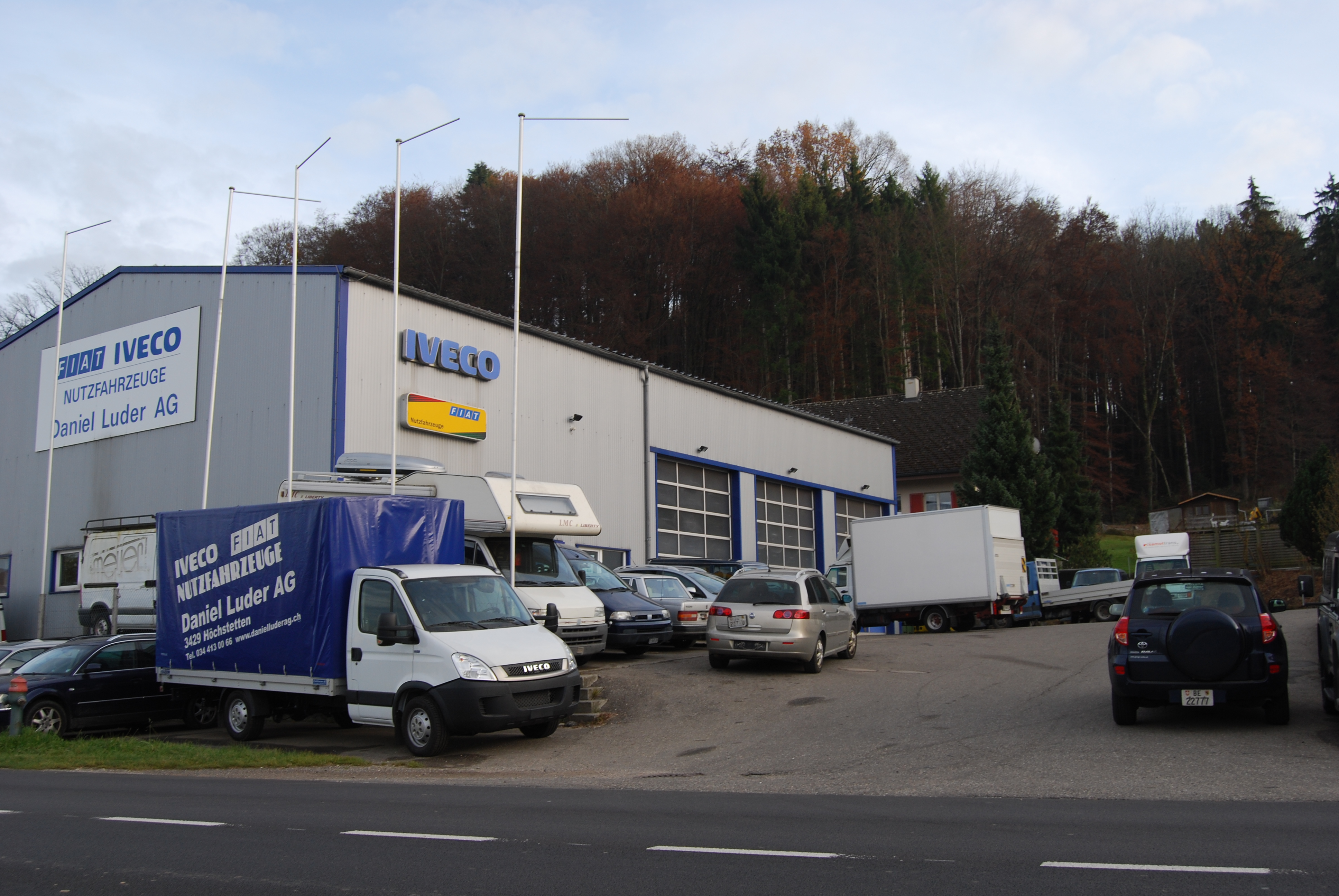
Gewerbeviertel an der Hauptstrasse 1
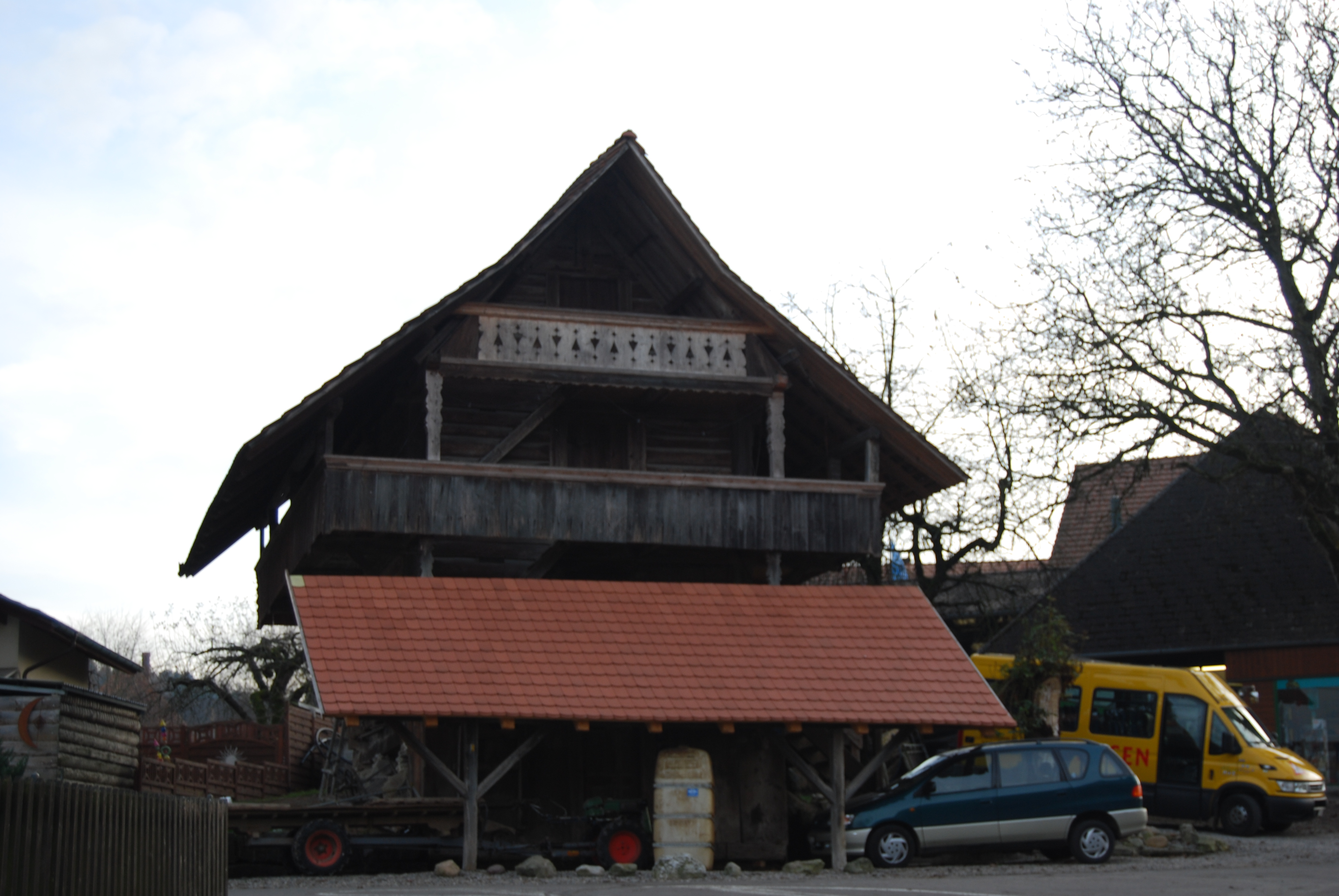
Holzstadel
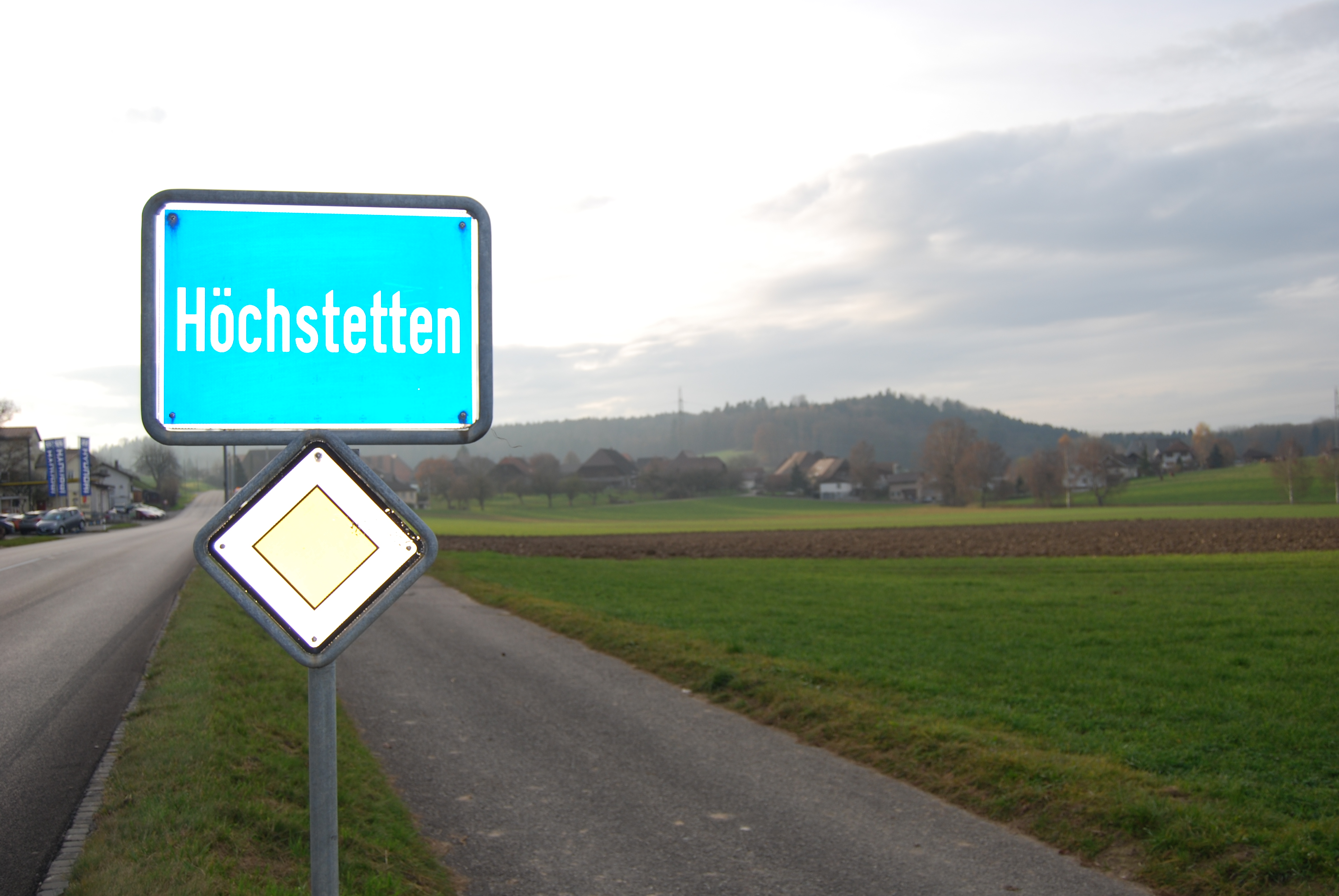
Ortseingang an der Hauptstrasse 1 von Hellsau her kommend
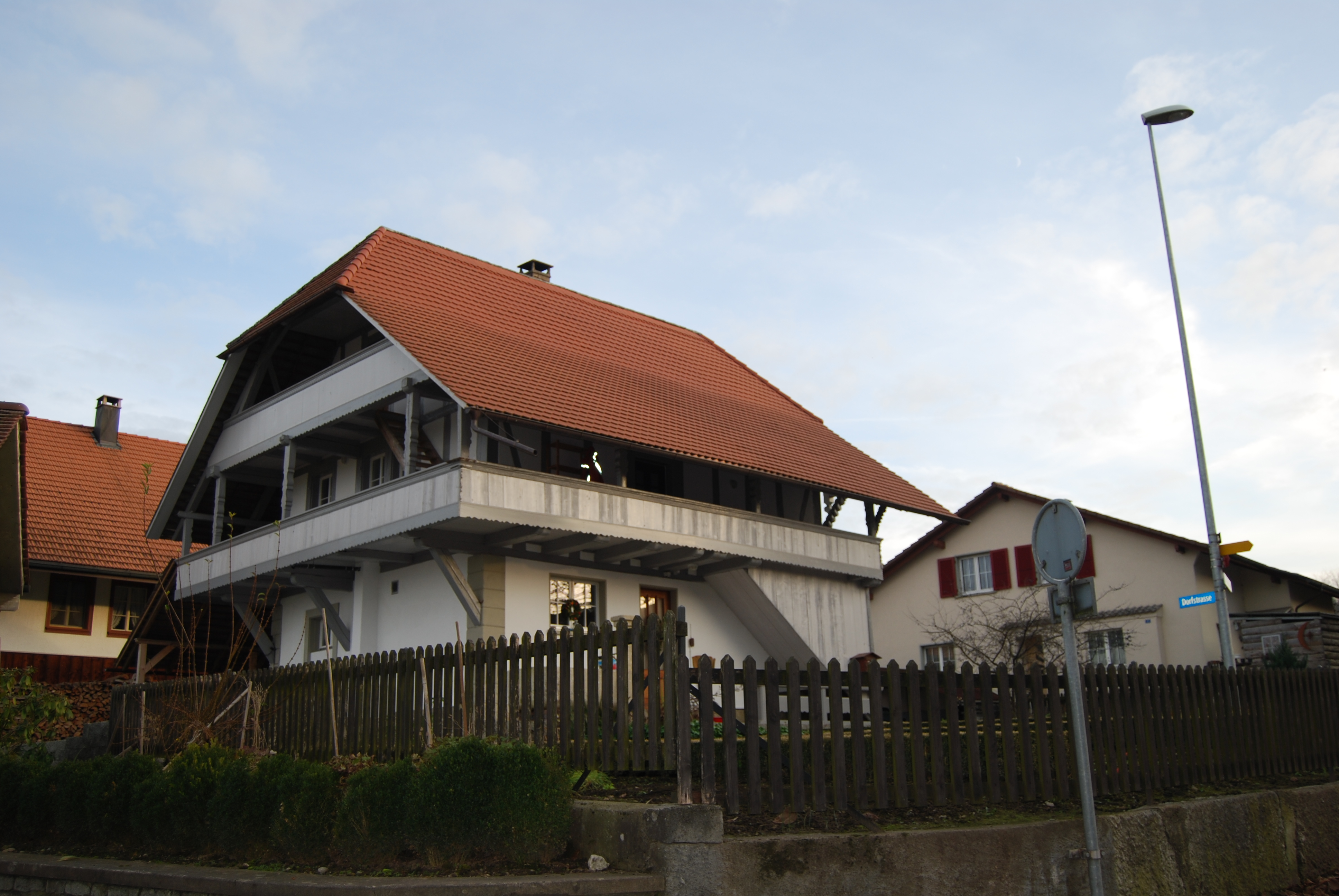
Traditionelles Emmentaler Wohnhaus